# ولیکا بونا
ولیکا بونا (به لاتین: Velika Buna) یک زیستگاه انسانی در کرواسی است که در زاگرب واقع شده‌است.